# Bistrica ob Sotli
Bistrica ob Sotli je naselje v Sloveniji in središče Občine Bistrica ob Sotli.

## Ime in zgodovina
Originalno ime naselja v srednjem veku je bilo Leskovec. Kasneje se je po krajevni cerkvi sv. Petra poimenovalo Sveti Peter pod Svetimi gorami, v govorici domačinov tudi preprosto Šempeter in ohranilo to ime skozi stoletja vse do druge svetovne vojne. Zgodovinski viri nam sporočajo le dva pomembnejša dogodka iz bistriške preteklosti. Leta 1475 so Turki, ko so se vračali s Koroške, v bližini vasi popolnoma uničili deželno vojsko polkovnika Žige pl. Pohlheima, ob velikem slovensko-hrvaškem kmečkem puntu leta 1573 pa je plemiška vojska pod poveljstvom okrožnega glavarja Schrattenbacha pod bližnjim Kunšperkom razbila del kmečke vojske, ki jo je vodil Ilija Gregorič.
Ker je kraj med nacistično okupacijo slovenske Štajerske spadal v področje, ki so ga nacisti namenili poselitvi z nemškimi kolonisti, je bil začasno preimenovan v Königsberg am Sattelbach. Takoj po vojni mu je bilo povrnjeno njegovo staro slovensko ime, vendar le do leta 1952. Takrat je bilo naselje na osnovi Zakona o poimenovanju naselij in označevanju trgov, ulic in zgradb iz leta 1948 preimenovano v Bistrica ob Sotli. Tako kot preimenovanje mnogih drugih krajev po Sloveniji v povojnem času je bilo tudi preimenovanje Svetega Petra pod Svetimi gorami del obsežne kampanje oblasti, da se iz toponimov slovenskih krajev odstranijo vsi religiozni elementi.
V Bistrici ob Sotli danes biva med 240 in 250 prebivalcev. Severno meji na občino Podčetrtek, južno na občino Brežice, zahodno na občino Kozje in vzhodno na sosednjo Hrvaško na sotočju rek Bistrice in Sotle (od tod izhaja tudi ime kraja). V preteklosti je kraj veliko sodeloval z obmejnim hrvaškim območjem, saj ga je z njim družila skupina turistična in spominska pot posvečena bivšemu predsedniku Jugoslavije, imenovana Spominski park Kumrovec-Trebče. Po osamosvojitvi obeh držav je sodelovanje razumljivo upadlo, danes pa se zopet krepi. Nekoč močan gospodarski in kulturni center, najmočnejši med Brežicami in Šmarjem ter Rogaška Slatino je nekoč spadal med razvitejše kraje v svoji regiji, v 1960-ih in 1970-ih letih dvajsetega stoletja pa je bil med bolj zaostalimi naselji. Povprečna velikost posestva je bila 2 do 3 ha obdelovalnih površin. Zaradi neugodne konfiguracije terena je bilo intenzivno kmetijstvo onemogočeno, ker je bilo nedostopno za težko kmetijsko mehanizacijo, dohodki večine ljudi pa so bili prenizki za nakup primerne kmetijske mehanizacije. Zaradi tega so mladi zapuščali družinske kmetije ter se podajali v iskanje zaposlitve v industrijsko bolj razvita središča. V procesu, ki je skozi zadnja desetletja 20. stoletja pripeljal industrializacijo tudi na podeželje je kraj Bistrica ob Sotli te leta 1975 vzpostavila stik z Velenjskim Gorenjem, ki je v kraju postavil manjšo tovarno, ki zaposluje ljudi še danes. Pouk v vasi se je začel leta 1783, leta 1979 je bila uspešno zaključena gradnja osnovne šole Marije Broz, katere otvoritev se je udeležil tudi dolgoletni predsednik Jugoslavije Josip Broz Tito. Šola je nosila ime po njegovi materi, spominska plošča s tem poimenovanjem še danes stoji na šoli.
Vodovod so si krajani zgradili leta 1927, elektriko pa so v vas pripeljali 1947, ker je elektrifikacijo leta 1941 preprečila druga svetovna vojna. Med vojno je bila večina prebivalstva izseljena v nemška delovna taborišča, na njihove domove pa so naselili Kočevarje in Besarabce.
Med letoma 1926-28 je bil zgrajen Katoliški prosvetni dom, kasneje imenovan Zadružni dom, ki mu danes pravijo Kulturni dom.
V 1980-ih letih je kraj dobil bencinsko črpalko, asfaltirali so vse ceste, uredili avtobusna postajališča, dogradili vodovod. V kraju se nahaja manjši poštni urad, vrtec, zdravstvena ambulanta, gasilski dom, fitnes center, živilska trgovina, tehnična trgovina.
V kraju je ohranjenih kar nekaj vodnjakov. Eden takih je v samem centru. Leta 1940 ga je občina s podporo banske uprave ob tržnem prostoru zgradila javno vodno izlivko, kot so jo tedaj imenovali. Služila naj bi zlasti številnim turistom in romarjem, ki so prihajali na Svete gore in v Bistrici spraševali za pitno vodo. Po vojni so nanj namestili ploščo z napisom: »Krajevna skupnost Bistrica ob Sotli, 213 m. Prvotno Leskovec ob vznožju Orlice 698 m; kasneje Sv. Peter pod Sv. gorami«.
V obeležje osebam in dogodkom, ki so svoj čas zaznamovali tukajšnje okolje, so bili postavljeni javni spomeniki, katerih spominska in simbolična kakor tudi umetniška in estetska vrednost nas vodi tako k spominskim srečanjem kot tudi obogatenemu videzu pokrajine. (Gabronov vodnjak pri občinski hiši, Javni vodnjak nasproti Hohnječeve hiše).
Čez Bistrico ob Sotli poteka del Evropske pešpoti E-7 Atlantik-južna Madžarska. Slovenijo prečka v smeri zahod-vzhod, na tej poti pa prečka tudi Orlico in se s Svetih gor spusti v dolino Bistrice ter se prek vinorodnega gričevja poslovi iz kraja.

## Cerkev Svetega Petra
Farna cerkev sv. Petra stoji na platoju, ki je s treh strani obdan z obzidjem in predstavlja ostanek nekoč utrjenega tabora. Prvič se omenja leta 1275. Današnja cerkev ima kratko podolgovato ladjo, prezbiterij z gotskimi in neogotskimi okni, severno in južno tristransko sklenjeno kapelo ter zakristijo. Cerkev ima tudi baročni križev pot. Arhitekturno in umetnostno najpomembnejši je prezbiterij, ki je v večjem delu prekrit s čudovitimi freskami.

## Svete Gore
Svete Gore so prastaro kultno in romarsko središče, kjer se na ozkem hribu nahaja 5 svetišč. Osrednje mesto zavzema znana Marijina romarska cerkev posvečena Marijinemu rojstvu. Nad cerkvijo sta kapeli Lurške Matere Božje ter sv. Boštjana in Fabijana, pod cerkvijo sta kapeli sv. Jurija in sv. Martina, v osnovi še predromanski, ki sodita v ozek krog najstarejših sakralnih objektov na Slovenskem. 
Arheološka izkopavanja so potrdila, da so bile Svete Gore nepretrgoma poseljene že vsaj 2000 let. Našli so ostanke lončenine, grobove, novce iz 1. stoletja našega štetja, kakor iz vseh kasnejših obdobij. V steni kapele sv. Jurija je vzidan trapezni kamen imenovan Orant (molivec) zgodnje srednjeveški spomenik s konca prvega tisočletja. Na polkrožni prekladi nad vrati je napis v nenavadnih pismenkah, ki jih do danes še niso razvozlali. Na velikonočni ponedeljek, prvega maja, potem pa vsako nedeljo do Martinove nedelje v novembru se pri sveti maši zbirajo romarji od blizu in daleč.

## Javni spomeniki
- Kamen časti v parku nasproti občinske hiše, delo domačina Francija Černelča
- NOB spomenik v parku nasproti občinske hiše
- Kip REX pri občinski hiši
- Doprsni kip Marije Broz pred osnovno šolo, delo hrvaškega kiparja Antuna Augustinčića
- Spominska plošča Josipa Broza Tita na stari šoli
- Spominska plošča Ivanu Skvarči - Modrasu na kulturnem domu
- Spominska plošča izgnancev na obzidju na župnijski cerkvi
- Spominska plošča umrlim v izgnanstvu na obzidju pokopališča
- Spominska plošča na mostu čez Sotlo
- Kip A. Martina Slomška na Svetih gorah, delo domačina Francija Černelča

## Prireditve
- Jožefovo v Šempetru (marec)
- Šempeterski praznik vina in salam (april)
- Petrov sejem (junij)
- Šempeterske vaške igre (avgust)
- Martinovanje (november)
- Festival penin (december)

## Društva
- Društvo vinogradnikov in kletarjev Šempeter
- Društvo kmetic Ajda
- Kulturno društvo
- Društvo prijateljev mladine
- Mladinsko društvo
- Športno društvo
- Turistično društvo
- Društvo upokojencev
- Prostovoljno gasilsko društvo
- Lovska družina
- Društvo izgnancev
- Planinska sekcija

## Povojna grobišča
V Bistrica ob Sotli so locirana 4 grobišča iz obdobja po koncu druge svetovne vojne. Približno 1000 hrvaških beguncev je bilo ubitih na več lokacijah v Bistrici ob Sotli junija 1945. V štirih grobiščih so ob gradnji nove osnovne šole Marije Broz leta 1979 našli trupla hrvaških civilistov in ustašev. Grobišče pri starem gasilskem domu je bilo locirano blizu mestnega trg, približno tam kjer danes stoji otroško igrišče. Grobišče pri novem gasilskem domu se razteza od starega gasilskega doma proti novemu gasilskemu domu, preko travnika, atletskega igrišča in nove osnovne šole. Grobišče pri novi osnovni šoli je bilo prav tako odkrito leta 1979, ko so začeli graditi novo osnovno šolo (takrat osnovna šola  Marije Broz, danes osnovna šola Bistrica ob Sotli). Izkopavanje je nadzoroval dr. Jože Dežman. V grobišču pri osnovni šoli so polek človeških kosti našli tudi telefonske žice. V bližini strelskega jarka pod Čehovcem sta bili izkopani dve trupli. Strelski jarek je potekal ob današnji glavni cesti pod osnovno šolo sto metrov proti jugovzhodu.

## Znani domačini
- Friderk Degen (1906–2001), ekonomist[3]
- Josip Hohnjec (1873–1964), pisatelj in politik[3]
- Ado Darian (Moric) (1895–1966), učitel glasbe in operni pevec[3]
- Anton Babič (1969), kulturnik, aforist, pesnik[8]